# 196
196 (CXCVI) var ett skottår som började en torsdag i den julianska kalendern.

## Händelser

### Okänt datum
- Septimius Severus trupper erövrar och plundrar Byzantion samt återtar Mesopotamien.
- För att försäkra sig om att de legioner, som är stationerade i Germanien, skall stödja honom under hans marsch mot Rom erkänns Clodius Albinus som Augustus av sin armé när de korsar Gallien.
- Hadrianus mur i Britannien förstörs delvis.
- Detta är det första året i den östkinesiska Handynastins Jianan-era.
- Kejsaren av Kina är nu en docka i sina krigsherrars händer. General Cao Cao kontrollerar Gula flodens sänka och norra delen av landet, general Sun Quan erövrar södra Kina och prins Liu Bei kontrollerar Sichuanprovinsen.

## Avlidna
- Beolhyu, kung av det koreanska kungariket Silla